# Ligne Metaxás
Pour les articles homonymes, voir Metaxás.

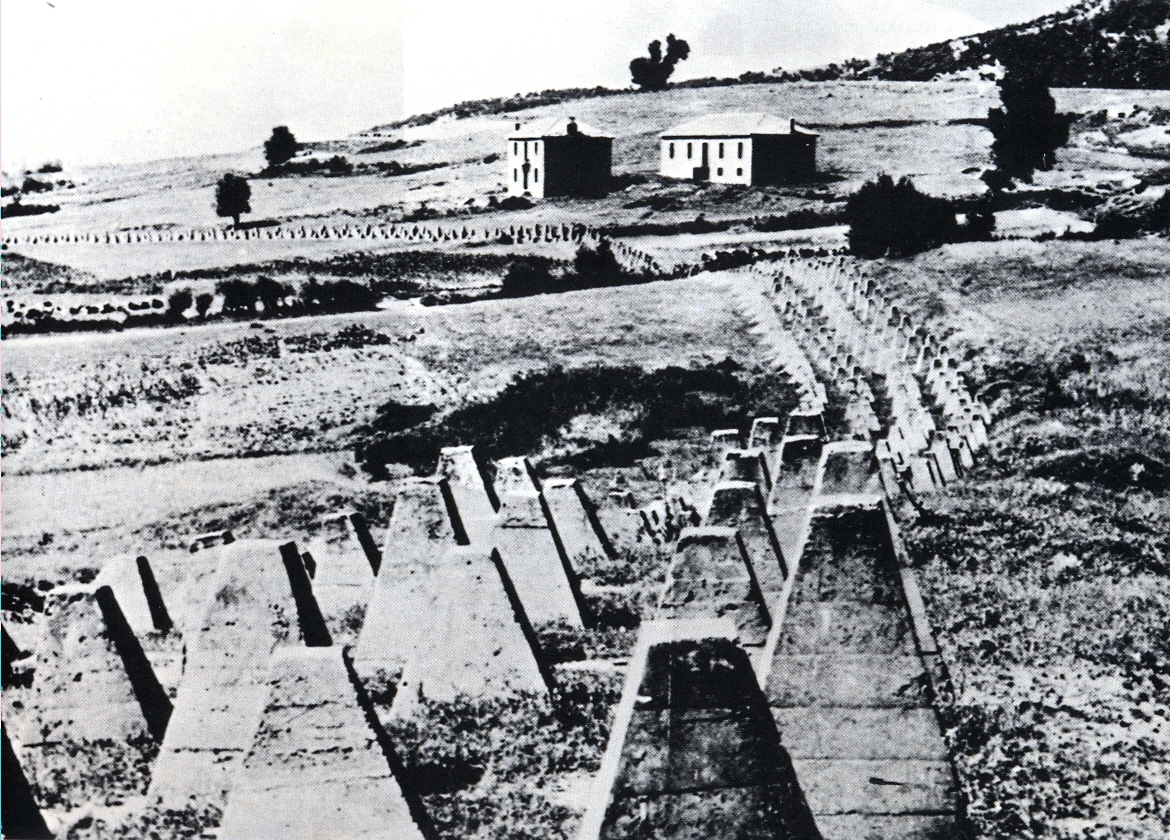
Dents de dragon, éléments défensifs de la ligne Metaxás, à proximité de la frontière gréco-bulgare.

La ligne Metaxás est une ligne de fortifications construite le long de la frontière gréco-bulgare. Elle fut édifiée dans le but de protéger la Grèce d’une éventuelle invasion bulgare avant la Seconde Guerre mondiale. Elle tire son nom de Ioánnis Metaxás, alors dirigeant de la Grèce, et consiste principalement en une succession de tunnels qui débouchent sur des postes d’observation ou des nids de mitrailleuses. Les constructions étaient si robustes qu’elles sont toujours en place, certaines étant toujours en service et d’autres ouvertes au public.
Les plans de la ligne Metaxás furent dressés en 1935 et les travaux commencèrent à Kerkini en 1936. À l’origine, elle devait aller jusqu’à Ormenion, mais lorsque la Bataille de Grèce éclate le 6 avril 1941, elle n’atteint que la ville de Komotiní et ne fait que 155 km de long.
La ligne Metaxás consiste en 22 groupes de fortifications dont la plus grande est la forteresse de Roupel, qui couvre 6,1 des 155 km de la ligne et culmine à une hauteur de 322 mètres. L’éclairage était à l’origine fourni par des lampes à huile, bien que des générateurs aient été également installés. Au début du XXIe siècle, les fortifications sont raccordées au réseau électrique mais sont toujours équipées de générateurs. Des conduites ravitaillaient l’ensemble en eau.
La construction dura quatre ans pour un coût total à l’époque de 100 400 000 drachmes.